# イタイイタイ病

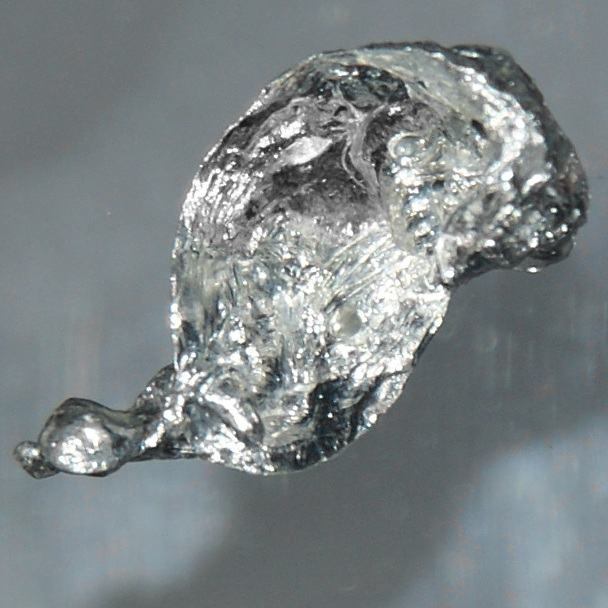
原因となったカドミウム

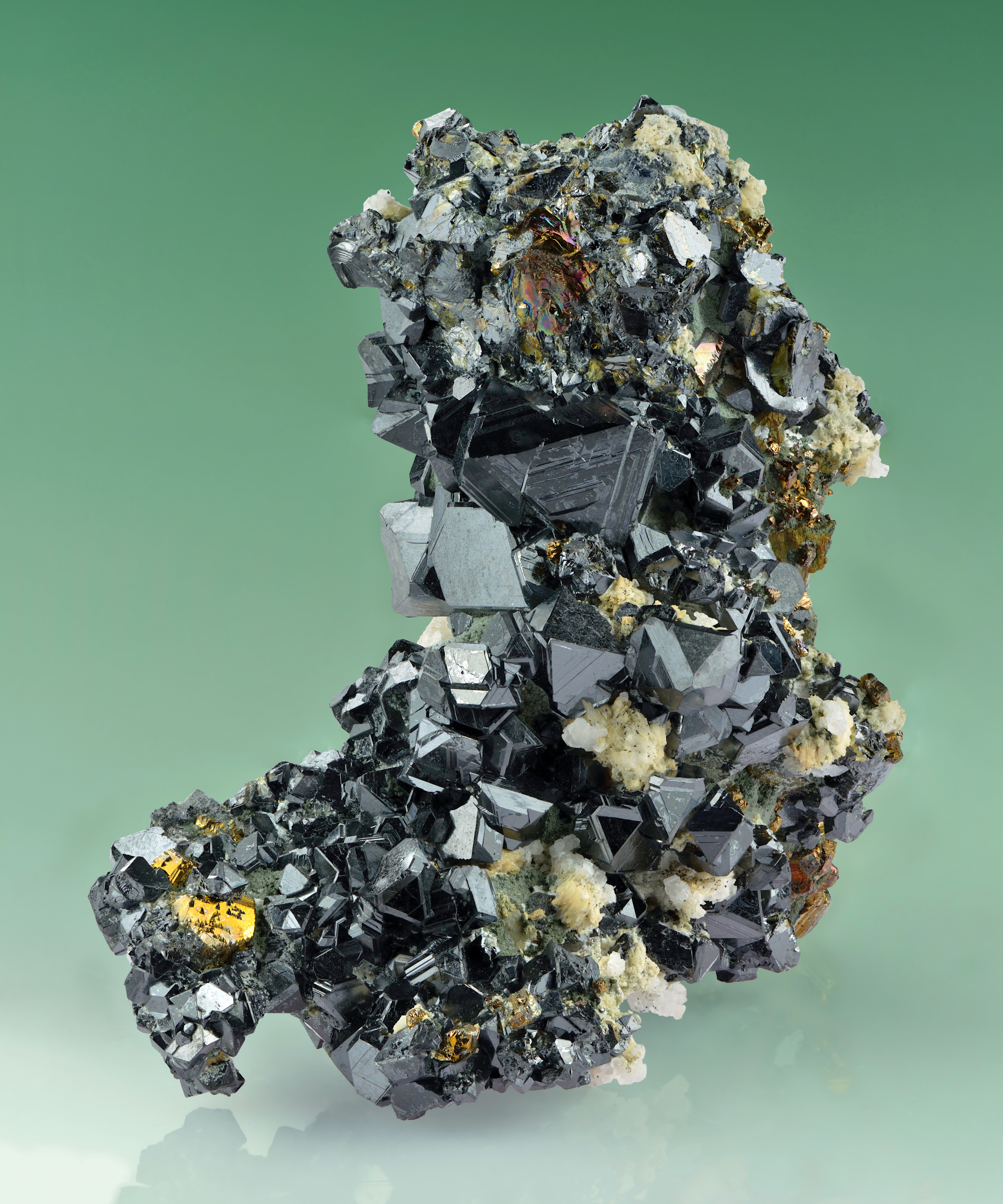
閃亜鉛鉱。カドミウムを含む鉱石

イタイイタイ病（イタイイタイびょう）とは、岐阜県の三井金属鉱業神岡事業所（神岡鉱山）による鉱山の製錬に伴う未処理廃水により、神通川下流域の富山県富山市を中心に発生した公害病である。第二次大戦後の日本における高度経済成長期の負の側面である四大公害病の一つである。略してイ病ともいう。日本語の音を写した 英語: “Itai-itai disease” として『オックスフォード英語辞典』など世界の多くの辞書に記載され、そのまま英語になっている。

## 概説
神通川下流域である富山県婦負郡婦中町（現・富山市）において、1910年代から1970年代前半にかけて多発した。
病名の由来は、患者がその痛みに「痛い、痛い!」と泣き叫ぶことしかできなかったから。1955年（昭和30年）に地元の開業医である萩野昇を地元『富山新聞』記者の八田清信が取材に訪れた際、看護婦が患者を「イタイイタイさん」と呼んでいると聞き、「そのままいただいて『いたいいたい病』としては?」と提案したことによる。1955年（昭和30年）8月4日の同紙社会面で初めて病名として報じられた。
2024年（令和6年）8月11日に生存する唯一の認定患者となっていた富山市の女性（93歳）が亡くなり初めて生存する認定患者数が0となった。ただし、健康調査は続けられており、今後新たに患者が認定される可能性もある。

## 被害

### 健康への被害
カドミウムによる多発性近位尿細管機能異常症と骨軟化症を主な特徴とし、長期の経過をたどる慢性疾患を発症する。カドミウム汚染地域に長年住んでいてこの地域で生産された米や野菜を摂取したり、カドミウムに汚染された水を飲用したりするなどの生活歴による。
初期は、多発性近位尿細管機能異常症を示す検査所見で、多尿・頻尿・口渇・多飲・便秘の自覚症状が現れる人もいる。多発性近位尿細管機能異常症が進行すると、リン酸、重炭酸再吸収低下による症状が出現し、骨量も次第に減少する。この頃から立ち上がれない、力が入らないなどの筋力低下が見られるようになる。さらに進行すると歩行時の下肢骨痛、呼吸時の肋骨痛、上肢・背部・腰部などに運動痛が出現する。最終的には骨の強度が極度に弱くなり、少しでも身体を動かしたり、くしゃみしたり、医師が脈を取るために腕を持ち上げたりするだけで骨折。その段階では身体を動かすことが出来ず、寝たきりとなる。
また、多発性近位尿細管機能異常症と同時に、腎機能も徐々に低下して、末期には腎機能は荒廃し、腎不全になる。貧血が顕著になり、皮膚は暗褐色になる。活性ビタミンD生産障害による腸管からのカルシウム吸収が低下する。その結果、血清カルシウムが低下し、著しい場合にはテタニーが起きる。
骨がもろくなり、ほんの少しの身体の動きでも骨折してしまう。被害者は主に、出産経験のある中高年の女性であるが、男性の被害者も見られた。ほぼ全員が稲作などの農作業に長期に渡って従事していた農家で、自分で生産したカドミウム米を食していた。このような症状を持つ病は世界にもほとんど例がなく、発見当初、原因は全く不明であった。風土病あるいは業病と呼ばれ、患者を含む婦中町の町民が差別されることもあったとされている。
骨軟化症は、ビタミンDの大量投与により、ある程度症状は和らぐとされるが、ビタミンD入りのビタミン剤を購入出来るだけの金銭的余裕のある患者は、当時は少なかった。また、この治療では多発性近位尿細管機能異常症は改善されないため、骨軟化症がしばしば再発する。

### 農地被害
神岡鉱山から排出されたカドミウムが神通川水系を通じて下流の水田土壌に流入・堆積して起きる。汚染実態を把握するため、富山県は1971年から1974年にかけ、「農用地汚染防止法」に基づいて、細密検査と補足検査を実施した。汚染面積は神通川左岸で1,480 ha、右岸で1,648 haの計3,128 haで、そのうち1,500.6 haが対策地域に指定された。
カドミウム汚染田は、神通川によって形成された扇状地にある。右岸は熊野川、左岸は井田川に囲まれる範囲で、八尾町（現:富山市八尾町）以外の地域は「イタイイタイ病指定地域」に含まれる。対策地域内の平均カドミウム濃度は表層土で1.12 ppm、次層土で0.70 ppmと、深くなるにつれて濃度は低下する。特に、上流部に分布する洪積扇状地では、平均2.0 ppmと非常に濃度が高い。
土壌中のカドミウム濃度と玄米中カドミウム濃度の間には相関関係が認められず、土壌中のカドミウム含量が低くても高濃度の汚染米が出現しやすい。上記の調査では、食品衛生法の基準である玄米中のカドミウム汚染米が230地点の水田で検出されていることから、これらの水田では、三井金属鉱業の補償によって作付けが停止されてきた。また、カドミウム濃度が0.4 ppm以上1.0 ppm未満の米は、政府が「準汚染米」として全て買い上げている。買い上げ後は食用にしないで破砕し、ベンガラで着色し、工業用糊の原料として売却されていた。

## 原因
裁判の過程で、神通川上流の高原川に三井金属鉱業神岡鉱山亜鉛精錬所から鉱廃水に含まれて排出されたカドミウム (Cd) が原因と断定された。神岡鉱山から産出する亜鉛鉱石は閃亜鉛鉱という鉱物で、不純物として1 %程度のカドミウムを含んでいる（閃亜鉛鉱は現在の亜鉛鉱山におけるもっとも主要な鉱物であり、天然に産するものであれば大なり小なりカドミウムを含む）。
16世紀末、豊臣秀吉に仕えた金森長近は飛騨平定を行い、天正4年（1586年）に越前大野から飛騨に転封となり積極的に鉱山開発を行った。金森氏は茂住宗貞という鉱山師を得て、茂住・和佐保銀山の鉱山経営を始めたと伝えられる。神通川上流域では江戸時代から銅、銀、鉛などを生産しており、生産は小規模だったものの、当時から周辺の農業や飲料水に被害が出ていたという記録がある。明治維新後は経営主体が明治政府に移ったが、すぐに三井組が本格経営を開始して三井組神岡鉱山稼行となった。日露戦争を契機に非鉄金属が注目されて生産量が大幅に増加し、その後も日中戦争や太平洋戦争、戦後の高度経済成長による増産で大量の廃物が放出され、周辺の地域だけではなく下流域の農業や人体にも被害を与えた。1886年（明治19年）の三井組による全山統一から1972年（昭和47年）のイタイイタイ病裁判の判決までに廃物によるカドミウムの放出は854tと推定される。
神通川以外に取水元のない婦中町（当時）では、カドミウムの溶出した水を農業用水（灌漑用水）や飲料水として使用してきた。また、カドミウムには農作物に蓄積される性質があるため、カドミウムを多量に含む米が収穫され続けた。この米を常食としていた農民たちは体内にカドミウムを蓄積することとなり、このカドミウムの有害性によりイタイイタイ病の症状を引き起こした。カドミウムは自然界にも一定の割合で存在し人体にも少量は含まれているものの、神通川流域で生産された米には非常に高濃度のカドミウムが含まれており、被害者の体内に蓄積されたカドミウムは基準値の数十倍から数千倍の濃度に達していた。
カドミウムの毒性については長い間よくわかっておらず、また公害の発生当時カドミウムとイタイイタイ病に特有な症状との関連もはっきりとしていなかった。このため神岡鉱山側の対策が遅れ、公害を拡大させることとなった。なお、公害病認定後もしばらくの間、武内重五郎（東京医科歯科大学名誉教授）ら「ビタミンD不足説」を主張するグループが一定の勢力を有していた。武内らは、日本各地にカドミウム鉱山が存在するが、神通川下流域以外では同様の症状が見られないことを論拠に、カドミウム原因説に否定的な見解を示した。これに対して弁護団は、カドミウム汚染が疑われている生野鉱山（兵庫県）、対馬鉱山（長崎県）、細倉鉱山（宮城県）、北陸鉱山（石川県）の四ヶ所と、その流域で調査を行った。これによって、神岡鉱山では亜鉛生産量がはるかに多いこと、ほかの鉱山周辺住民が工場排水の流れる河川を生活用水に使用していないこと、他の地域に比べて水田土壌のカドミウム汚染が極端に多い事実を、第一次訴訟において指摘した。カドミウムの毒性およびその症状は現在の医学では一般に知られている。

## 経過

### 被害発生
国の推定によると、最初の患者が発生したのは1911年（明治44年）とされている。

### 表面化
1920年（大正9年）、当時の上新川郡農会長であった金岡又左衛門が農商務大臣山本達雄と富山県知事東園基光に神岡鉱業所の鉱毒除去の建議書を提出したのが神通川流域の鉱毒被害の表面化の始まりである。建議書には「神岡鉱業所事業の勃興に伴い、土砂に流入する田地の稲は発育に変調をきたし、完全に登熟しない。鉱山経営者に対し除害施設を講ぜしめられたい。」と訴えられている。
その後も同様に要望が婦負郡農会や富山県会からも出たため、東京鉱務署の調査があり、神岡鉱業所に廃砕・廃水処理の改善が命じられた。また、富山県は災害対策費として1か所2円の県費補助金を出して、用水路幹線からの取水口に小沈殿池を設けさせて被害の軽減に努めた。これによって一時的に効果をあげたが、満州事変や日中戦争などに伴い神岡鉱業所が増産体制に入ったり、何度かの出水で小沈殿池が流されたり、埋没したりして以前にも増して泥や砂など流入が激しくなった。
1948年（昭和23年）、熊野村（現:富山市婦中町）など3町4村の農家が神通川鉱毒対策協議会を結成。富山県を通じて交渉し、1951年（昭和26年）に神岡鉱業所が農業協力費を関係市町村へ支払うことになった。しかし、原因は解明されないままであった。

### 原因究明から公害病認定へ
1955年（昭和30年）8月4日、熊野村の開業医の萩野昇が執筆した「イタイイタイ病」を紹介する記事が『富山新聞』に掲載された。命名者も萩野である。この記事で萩野は「この病気は婦負郡中部および対岸の富山市南郊から上新川郡にかけての神通川本流水系に発生。患者はこの地域に長年住んでいる35歳から更年期にかけての女性が多い。症状は腰・肩・膝などの鈍痛に始まり、やがて大腿や上膊部の神経痛のような痛みとなり、進行すると少しの動作でも骨折するようになり、引き裂かれるような痛みを感じる。」と書いた。
この記事が発表された当初は、過労説や栄養失調説なども出された。しかし、1957年（昭和32年）12月に萩野は富山県医学会で「鉱毒説」を発表。さらに岡山大学の小林純らが患者の骨や内臓および神岡鉱業所の廃水や川水からカドミウムを検出したことを基に1961年（昭和36年）1月、萩野昇と農学者の吉岡金市がイタイイタイ病の原因はカドミウムであることを発表した。一方、1961年（昭和36年）12月に富山県、1963年（昭和38年）6月に厚生省および文部省が独自に原因究明に乗り出す。
1966年（昭和41年）9月に合同会議を開き、原因物質としてカドミウムの疑いが濃厚であるが、栄養上の障害も考えられる「カドミウムプラスアルファ説」を発表した。その後、富山県が住民に健康診断を行い、その診断結果に基づき富山県イタイイタイ病患者審査委員会は、1967年（昭和42年）3月に患者73人、要観察者150人を認定した。厚生省も日本公衆衛生協会に研究委託するなど原因究明に努めた。
1968年（昭和43年）5月、厚生省は「イタイイタイ病の本態はカドミウムの慢性中毒による骨軟化症であり、カドミウムは神通川上流の神岡鉱業所の事業活動によって排出されたものである。」と断定した。これによってイタイイタイ病は政府によって認定された公害病の第1号になった。
1970年（昭和45年）2月1日、健康被害救済法（公害に係る健康被害の救済に関する特別措置法）が施行され、公害病患者96名が認定される。

### 対策協議会結成から提訴・結審まで
1966年（昭和41年）11月、被害者の家族や遺族らがイタイイタイ病対策協議会（略称:イ対協）を結成した。その後、イ対協は神岡鉱業所と交渉するも企業側の対応が冷ややかだったためイ対協の会長であった小松義久などは裁判で訴えることを決意する。
1968年（昭和43年）1月、富山県弁護士会の重鎮正力喜之助弁護士や、地元婦中町出身の島林樹弁護士をはじめ、全国から集まった20人の弁護士によってイタイイタイ病訴訟弁護団を結成した。
1968年（昭和43年）3月9日、患者・遺族28人が三井金属鉱業を相手に総額約6億3000万円の第1次訴訟を起こす。
1971年（昭和46年）6月に第1審が原告勝訴の判決を下した。1審判決を不服とする三井金属鉱業は控訴したが、第2審も1972年（昭和47年）8月9日に原告側勝訴の判決となった。三井金属鉱業は上告を断念し、第2次以下の訴訟も判決内容にしたがって補償することを決めた。判決ではカドミウムの放流とイタイイタイ病とは因果関係があると断定した。三井金属鉱業は第5次訴訟まで総額23億5633万円の損害賠償金の支払い、農業被害の賠償と汚染土壌の復元義務、住民の立ち入り調査権を認めた公害防止協定書の締結の3点を内容とする和解に応じることとなった。

### 補償と発生源対策

富山市婦中町、鵜坂地区カドミウム汚染田復元記念碑 2008年4月建立

被害者側は判決確定を受け、三井金属鉱業に対して賠償や土壌汚染問題に関する誓約書や公害防止協定を結び、交渉をスタートさせた。医療救済については県や政府の補助に加え、1973年7月に三井金属鉱業と医療補償協定が締結されて、患者・要観察者への救済が始まった。また、1974年9月1日には「公害健康被害保障法」が施行され、国からの救済も始まった。
土壌汚染については、1974年（昭和49年）8月に神通川左岸の67.4 haが「農用地汚染防止法」に基づく汚染地域に指定されたのを皮切りに、最終的に1630 haが汚染地域になった。1979年（昭和54年）から土壌復元事業が始まり1982年（昭和57年）からは公害特例防除土地改良事業18.2 ha（富山市5.08 ha、大沢野町10.3 ha、婦中町2.84 ha）を対象に復元事業以降初の田植えが行えるようになったものの、工法や費用の問題、農家の農業離れ、農地転用の問題などの難問が山積みになっているため、工事が遅れていたが、2012年3月17日に完了した。しかし、後に地中に作られた耕盤が経年劣化により沈下したことで復元田の地盤の緩みが相次いだため、2026年度までの計画で富山県により補修工事が進められることになった。
発生源対策として、公害防止協定に基づく立ち入り調査が1972年（昭和47年）から毎年1回行われている。
1972年（昭和47年）には9 ppbだったが、1975年（昭和50年）以後には1 ppb台にまで減少している。
しかし、2013年（平成25年）8月に神岡鉱業に近い岐阜県高山市などで豪雨被害があったことなどから、豪雨で土砂崩れが発生した場合に汚染した土砂が大量に流出して下流の富山県などで大きな被害が出る恐れがあるとして、豪雨でも土砂流出が生じないような対策も求められている。

## イタイイタイ病裁判

### 第1次訴訟
1968年（昭和43年）3月9日、患者や遺族の計28人が原告となって婦中町（現:富山市婦中町）、富山市、大沢野町（現:富山市大沢野地区）の各被害地域を代表して14件（患者1人につき1件）の裁判を起こす。被告の三井金属鉱業の加害責任を明らかにする提訴の趣旨から患者1人につき400万円、死者1人につき500万円の慰謝料の請求だけにとどめた。審理では神岡鉱山や被害地域などの現場検証を実施し、原告は莫大な資料や萩野昇らの専門家の証言などによってカドミウムの毒性やイタイイタイ病との因果関係の立証に努めた。
36回の口頭弁論の末、1971年（昭和46年）6月30日に富山地方裁判所が1審判決を下した。裁判所の趣旨は「(1)水田土壌・河川などのカドミウムなどの重金属類による汚染は被告の神岡鉱業所からの廃水が神通川上流の高原川に長期間、放流されたことによって起きた。(2)イタイイタイ病の主因はカドミウムである。(3)被告側は鉱業法109条により損害賠償責任を有する。慰謝料については被害者が被った肉体的および精神的苦痛の甚大さ、被告の損害賠償に対する不誠実さを考慮し、近年の死者には500万円、それ以前の死者および生存患者には400万円が相当である。」で原告側の勝訴となった。
三井金属鉱業は1審判決を不服として即日、控訴した。1972年（昭和47年）8月9日に名古屋高等裁判所金沢支部は被告側の控訴を棄却するとともに、原告側の附帯控訴を認め、慰謝料額を倍増させる、原告側ほぼ全面勝訴の判決を下した。控訴審判決の内容は次のとおりである。「(1)土壌などのカドミウムなどの重金属類による汚染原因は第1審と同じ。(2)イタイイタイ病の主因は第1審と同じくカドミウムである。(3)財産上の損害については被害者の救済が遅れるのを防ぐため、慰謝料の額に含んで請求することは許される。ただし、損害額については具体的状況によって算出するべきであり、個人事情を考慮せずに一律に算定請求するのは許されない。(4)被告側は慰謝料として死亡患者全員に1000万円、生存患者には800万円を支払う。」

### 第2次～第7次訴訟
第1次訴訟後にも1968年（昭和43年）10月8日に第2次（訴訟件数:148件）、1969年（昭和44年）3月10日に第3次（14件）、同年11月20日に第3次（4件）、1970年2月20日に第4次（13件）、1971年5月7日に第6次（8件）、同年7月3日に第7次（1件）と訴訟が相次いだ。これらの訴訟は併合され、第1次訴訟が出た後の1971年7月から審理が始まった。原告側は個別患者の損害立証を集中的に行うよう要求した。また、多くの原告が傍聴できる大型法廷の設置を強く求め、裁判所との交渉が重ねられた。原告患者が出頭できない場合には病院や公民館などで出張尋問を実施した。
その後、第1次訴訟後の三井金属鉱業と被害住民との交渉で成立した「イタイイタイ病の賠償に関する誓約書」の中で、会社は第2次～第7次訴訟の原告に対しても第1次訴訟と同じ損害賠償の支払を約束した。これにより第2次～7次訴訟は原告側の取下げによって終結した。

### 全面解決の合意
2013年（平成25年）12月17日、神通川流域カドミウム被害団体連絡協議会が原因企業の三井金属鉱業と全面解決の合意書を交わした。被害者住民団体は、患者賠償と土壌復元、三井金属鉱業の子会社・神岡鉱業による環境対策が解決したとして、三井金属鉱業の謝罪を初めて正式に受け入れた。国の基準では救済されない患者には1人60万円の一時金を支払う。

## 認定を巡る問題
イタイイタイ病の患者の認定は、環境省より委託されて富山県が行っている。認定条件は環境庁（現:環境省）の「公害に係る健康被害の救済に関する特別措置法によるイタイイタイ病の認定について」（1972年〈昭和47年〉6月に制定）に定められている。内容とすれば「(1)イタイイタイ病農耕汚染地域に在住し、カドミウムに対する曝露歴があること。(2)先天性のものではなく、成年期以降に発現したこと。(3)尿細管障害が認められること。(4)骨粗鬆症を伴う骨軟化症の所見が見られること。」である。これらの条件を全て満たせばイタイイタイ病と認定される。(4)の条件を欠く場合、将来イタイイタイ病に発展する可能性を否定できないので要観察者と認定される。2008年（平成20年）10月現在で認定患者は192人となっていたが、2014年（平成26年）9月末時点では認定患者は198人で要観察者が延べ408人となっており、患者数は増加し続けている。
さらに、2014年（平成26年）9月の検査では従来行われてきた5歳刻みで対象年齢を決めていた流域住民への健康調査を全年齢を対象に切り替えたところ、1969年（昭和44年）の調査開始以来で最多の精密検査対象者が出ており、健康調査への受診率が低迷していることも合わせると、患者数の正確な数字は把握できていない。
患者に認定されると公害医療手帳が支給され、国から医療費・障害補償費・療養手当などが給付される。また、三井金属鉱業からも賠償費・医療費・入通院費・医療介護手当・温泉療養費が支給される。
しかし、認定にハードルは厳しく、いまだに行政の救済を受けることができずに苦しんでいる人たちが残っている。現代での問題点は原因分析ではなく、患者認定・要観察判定の具体的な基準に移っている。行政側である県認定審査会は厳しい基準を課して却下する事例が多い。具体的には、イタイイタイ病の認定の4要件の1つとなる骨軟化症の判定をおこなっている。骨軟化症においては、類骨の増加という特徴が見られる。そのため、いわゆる吉木法に基づいて骨を染色し、類骨の濃染部分を観察する事により調査できる。そして、類骨の濃染部分が十分であると骨軟化症に認めることになっている。しかし、腸骨のみを基準としたりするなど厳しい判定をしがちである。また、不服審査の問題点として県認定審査会の厳しい判断による却下に基づいて、被害者の多くは公健法に基づいて環境省に設置された不服審査委員会に審査請求を行っている。しかし、行政不服審査は一般的に行政に有利とされているため、それでも認定の条件は厳しい。
上記のように認定を求めて却下された人々以外に、患者であることを知られたくなくて申し出なかったり、自覚症状が出にくい腎臓障害が見落されたりしている被害者の存在が指摘されている。

## 清流会館など関連施設・団体
イタイイタイ病裁判の勝訴を記念して1976年（昭和51年）5月、イタイイタイ病対策協議会が「清流会館」を婦中町萩島（現:富山市婦中町萩島）の被害地域に建設した。敷地3900 m2、床面積750 m2で患者救済・発生源対策・汚染土壌復元運動の拠点となるほか、全国の公害反対運動に連帯する活動を行っている。館内にはイタイイタイ病の闘いの年表や写真などの展示室および資料館などが設置されている。イタイイタイ病裁判の勝訴から30年以上が経過し、公害への関心が薄まってきたことから資金難に陥り、存続が危ぶまれたため、イタイイタイ病対策協議会は公設の施設を建設するよう要望。
これは2012年（平成24年）4月29日に富山県立イタイイタイ病資料館が開館することで実現している。
2014年からは「イタイイタイ病を語り継ぐ会」が活動している。
2018年3月15日には、富山大学が「イタイイタイ病資料室」を開設した。